# Нерке (ландскап)
Нерке (швед. Landskap Närke) — історична провінція (ландскап) у південній частині центральної Швеції, в регіоні Свеаланд. Існує лише як історико-культурне визначення. Територіально входить до складу ленів Еребру, Вестманланд і Седерманланд.

## Географія
Нерке межує на півночі з Вестманландом і Даларною, на заході з Вермландом, на півдні з Вестерйотландом і Естерйотландом та озером Веттерн, а зі сходу — з Седерманландом.

## Історія
У період Кальмарської унії прибутки з провінції Нерке призначалися на утримання овдовілих королев.

## Адміністративний поділ
Ландскап Нерке є традиційною провінцією Швеції і не відіграє адміністративної ролі.

### Населені пункти
Більші міста й містечка:
- Еребру
- Аскерсунд
- Галльсберг
- Кумла
- Лаксо

## Символи ландскапу
- Рослина: первоцвіт
- Тварина: ліскулька
- Птах: вівсянка
- Риба: верховодка

## Галерея

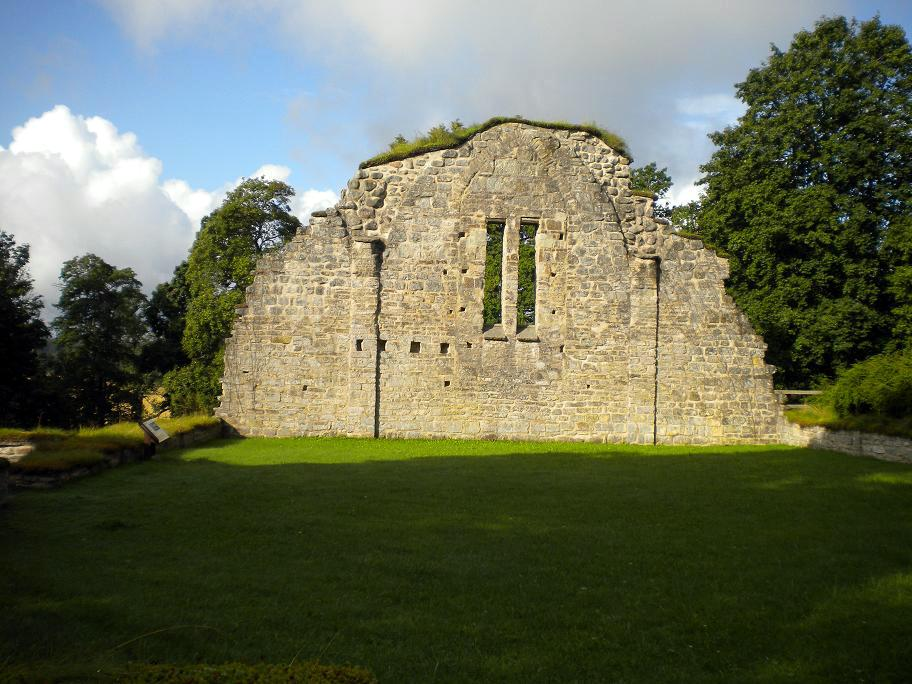
Руїни абатства Рісеберга
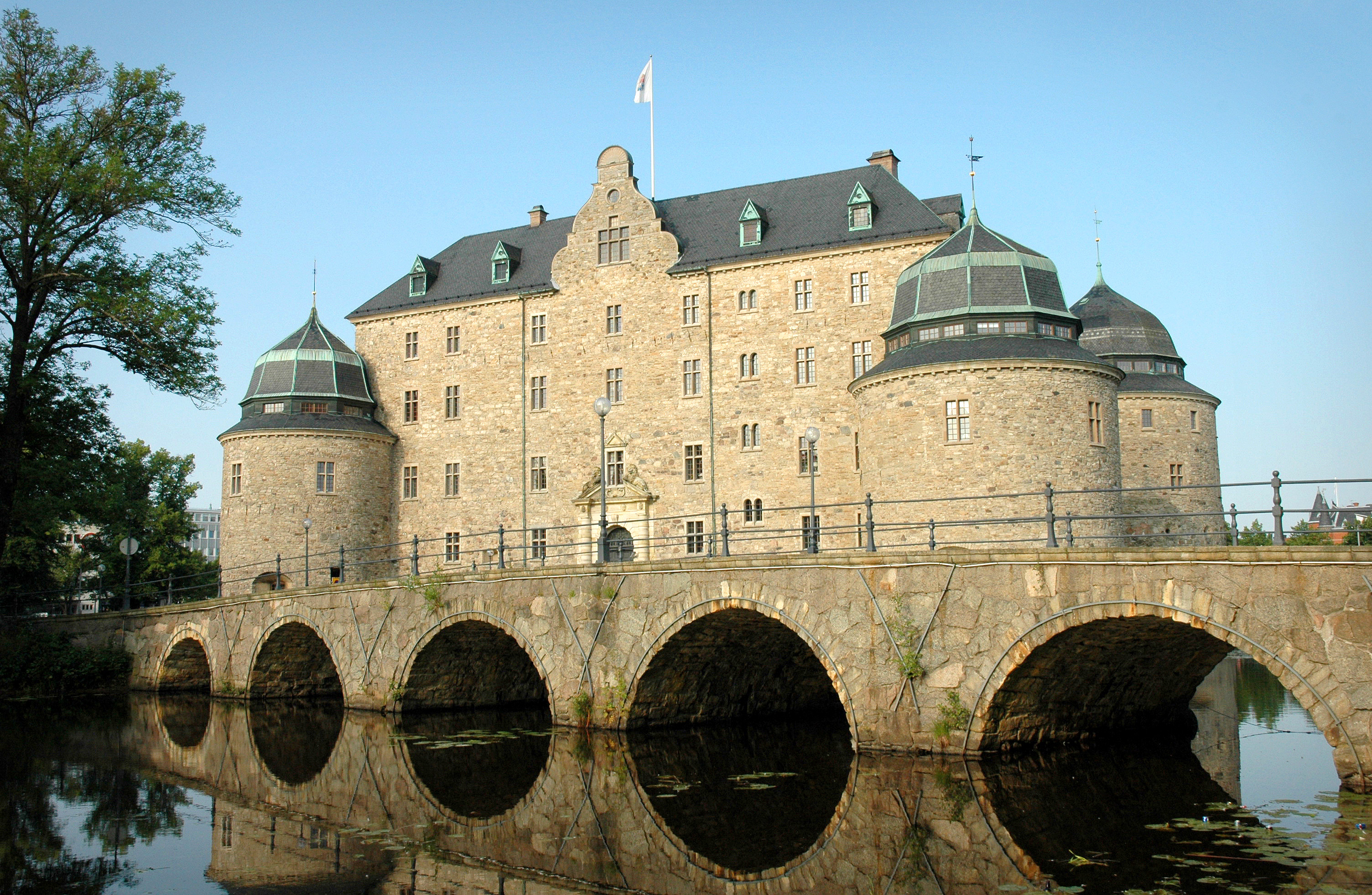
Замок в Еребру
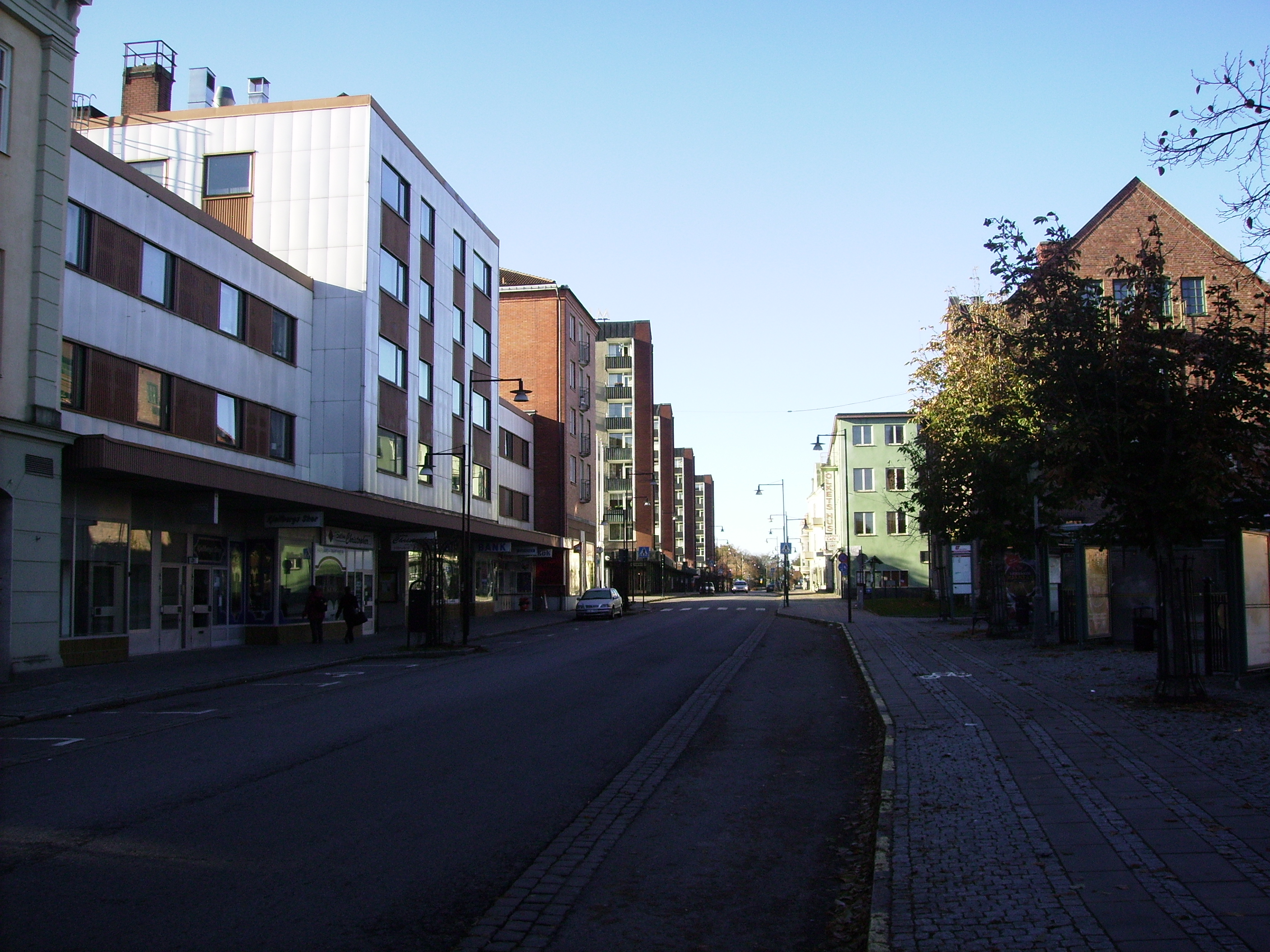
Вулиця Стургатан у Галльсберзі
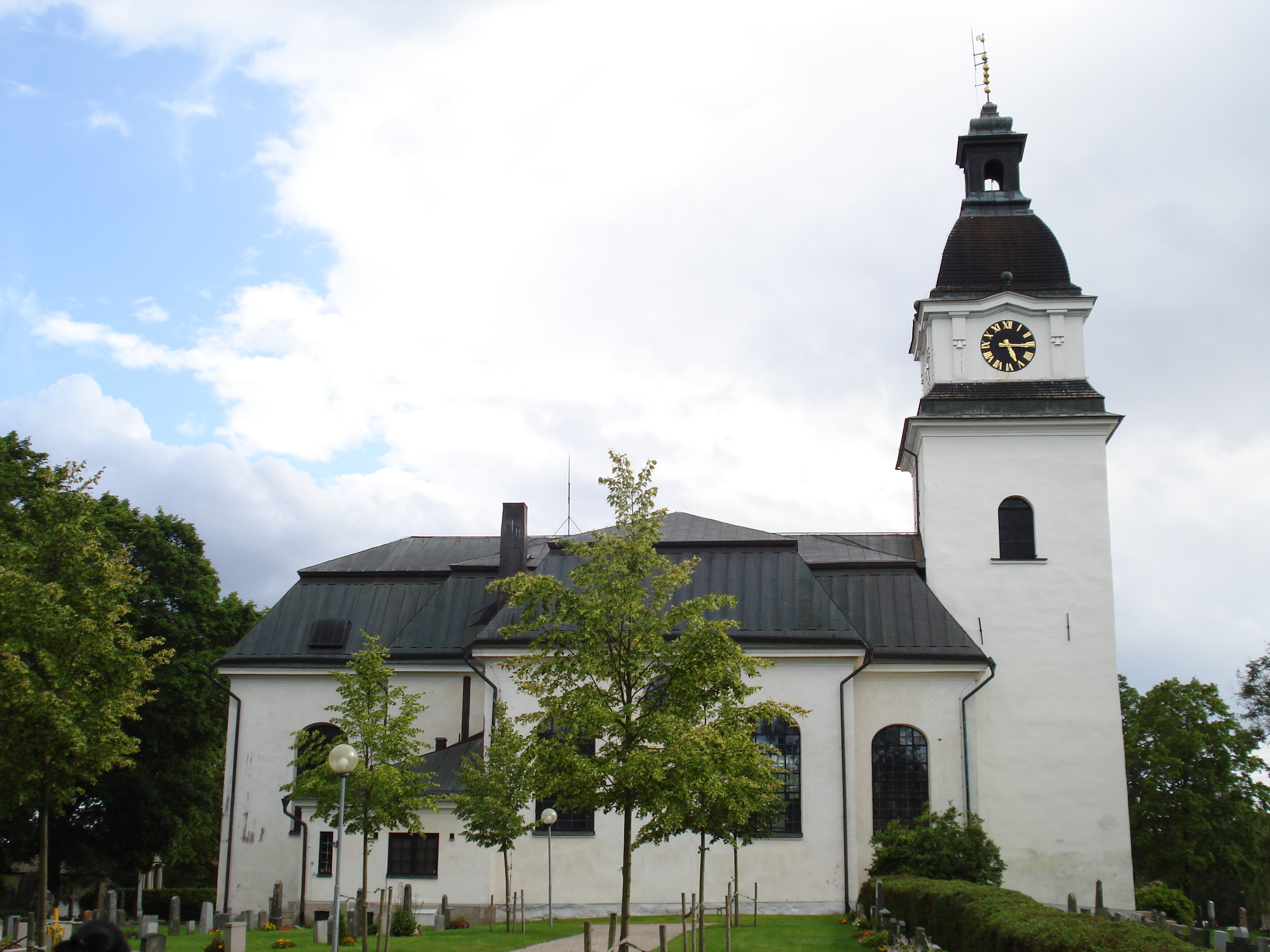
Церква в Йотлунді
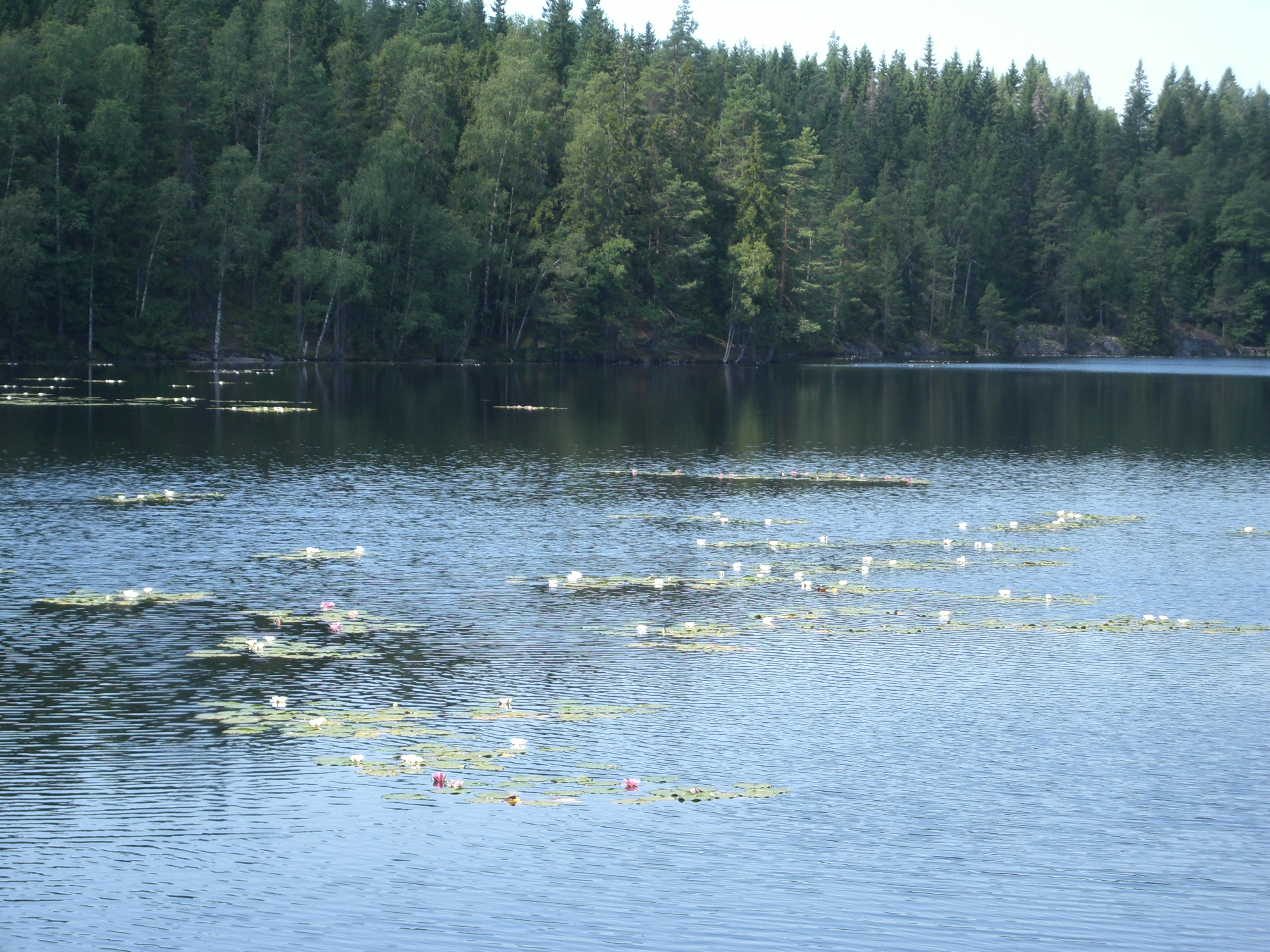
Озеро Фагертерн